# Jouschitzen
Jouschitzen ist eine Ortschaft in der Gemeinde Hüttenberg im Bezirk Sankt Veit an der Glan in Kärnten. Die Ortschaft hat 7 Einwohner (Stand 1. Jänner 2024).

## Lage
Die Ortschaft liegt im Nordosten des Bezirks Sankt Veit an der Glan, mitten in der Gemeinde Hüttenberg, auf dem Gebiet der Katastralgemeinde Knappenberg, nördlich der Ortschaft Knappenberg, etwa 200 Höhenmeter oberhalb der Heft.

## Geschichte
Jouschitzen gehört seit Gründung der Gemeinden 1850 zur Gemeinde Hüttenberg.

## Bevölkerungsentwicklung
Für die Ortschaft ermittelte man folgende Einwohnerzahlen:
- 1880: 3 Häuser, 28 Einwohner[2]
- 1890: 3 Häuser, 36 Einwohner[3]
- 1900: 3 Häuser, 31 Einwohner[4]
- 1910: 3 Häuser, 28 Einwohner[5]
- 1923: 2 Häuser, 26 Einwohner[6]
- 1934: 12 Einwohner[7]
- 1961: 1 Haus, 7 Einwohner[8]
- 2001: 1 Gebäude (davon 1 mit Hauptwohnsitz) mit 1 Wohnung; 6 Einwohner und 0 Nebenwohnsitzfälle; 1 Haushalt; 0 Arbeitsstätten, 1 land- und forstwirtschaftlicher Betriebe[9]
- 2011: 1 Gebäude, 3 Einwohner, 1 Haushalt, 0 Arbeitsstätten[10]
- 2021: 1 Gebäude, 4 Einwohner, 1 Haushalt, 1 Arbeitsstätte[11]